# Nikolaj Ciskaridze

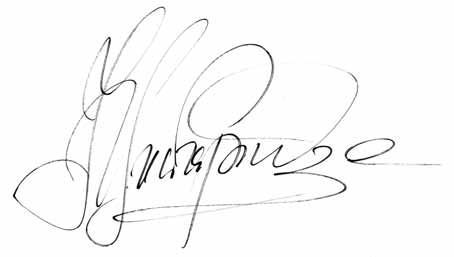

Nikolaj Maksimovič Ciskaridze (in russo Николай Максимович Цискаридзе?, in georgiano ნიკოლოზ ცისკარიძე?, Nik'oloz Tsisk'aridze; Tbilisi, 31 dicembre 1973) è un ballerino russo di origine georgiana.

## Biografia
Nikolaj Ciskaridze è figlio dell'insegnante di fisica e matematica Lamara Nikolaevna Ciskaridze e del violinista Maksim Nikolaevič Ciskaridze.
La madre amava l'arte e spesso assieme al piccolo Nikolaj frequentava teatri. Dopo aver visto assieme alla madre, uno spettacolo di burattini al teatro a Tbilisi, Nikolai fu molto attratto da questo tipo di spettacolo e iniziò perfino a realizzare bambole. Anche da adulto ha collezionato una grande quantità di bambole e burattini.
Ciskaridze ha sempre avuto suoi balletti preferiti, ed il primo "amore" di Nikolaj fu "Giselle".
All'inizio, sua madre e suo patrigno non erano assolutamente d’accordo con una tale grande passione come il balletto, poiché si aspettavano che Nikolaj seguisse le orme dei suoi genitori. Lui era nettamente in disaccordo con i genitori, e quindi decise di ribellarsi. A 11 anni di età, nel 1984 lui stesso scrisse una domanda di ammissione alla Scuola di Coreografia di Tbilisi. Dopo essersi iscritto, Nikolaj comunicò (a fatto compiuto) la sua decisione ai propri genitori, incontrando nuovamente un muro di incomprensione. Furono gli insegnanti a convincere i genitori Ciskaridze che il giovane Nikolaj aveva un talento eccezionale e che esso non poteva essere ignorato.

## I corsi
Il primo vero passo verso la futura professione per Nikolaj Ciskaridze fu l'ammissione alla Scuola di balletto di Tbilisi nel 1984.
Gli allenamenti di Nikolaj riscossero molto successo e presto divenne chiaro che per la crescita e l’ulteriore formazione sarebbe stato necessario trasferirlo a Mosca. La scuola successiva era l'Accademia di Mosca, nella quale studiò con il professore Petr Antonovich Pestov, che si rivelò poi un insegnante meraviglioso. Lo aiutò molto a costruire una sua futura personalità che gli permetteva di superare le difficoltà della vita.
Nikolaj, già divenuto ballerino al Teatro Bolshoy, chiamò Pestov e gli disse: "Rimarrò in ginocchio davanti a Lei per tutta la mia vita, poiché mi ha insegnato a sopravvivere, ed anche se provassero a uccidermi sul palco, io mi muoverò e danzerò fino a quando il mio ruolo nello spettacolo non sarà finito".
A scuola Nikolaj, si distinse per la sua prestanza fisica e la sua tecnica di ballo, ed in alcuni concerti, gli affidarono parti soliste, Ciskaridze, utilizzando la sua determinazione e riuscendo ad intuire con grande rapidità tutte le nuove informazioni, fece davvero passi da gigante. Ballò in opere difficili: un grande esempio è Infiorata a Genzano. Nikolaj fu notato da rappresentanti del programma internazionale di beneficenza "Nuovi nomi", che cercano di non farsi sfuggire giovani talenti in vari tipi di arte, e di conseguenza diventò titolare di una borsa di studio in questo programma.
Nel 2012 si iscrisse nella magistratura dell'Accademia di diritto statale di Mosca, diplomandosi con il massimo dei voti nel 2014.

## Carriera
Ciskaridze si è diplomato alla Scuola Accademica di Mosca nel 1992. Nikolaj all'esame finale attirò l'attenzione del presidente del comitato d'esame (e direttore artistico del Teatro Bolshoi Yuri Grigorovich), il quale al termine delle prove insistette perché si iscrivesse nella sua compagnia teatrale, anche se non vi erano posti disponibili.
La prima esibizione in cui il regista ha ingaggiato un giovane ballerino, è stata la "L’età d’oro", dove Ciskaridze ha interpretato il ruolo dell'Intrattenitore. Poi interpretò Mercuzio in Romeo e Giulietta e la Bambola francese ne Lo schiaccianoci. Con questi ruoli, Nikolaj andò in tournée con il teatro di Londra. Il coreografo gradualmente cominciò ad assegnargli ruoli sempre più significativi, la brillante performance nel ruolo del Principe ne "Lo Schiaccianoci", il Principe Desire in La bella addormentata, Ferkhad in "The Legend of Love", il Principe Siegfried ne Il lago dei cigni e infine il Conte Albrecht in Giselle.
La vita in teatro fu molto difficile. Ciskaridze capì di essere stato comunque molto fortunato riguardo ai suoi mentori, in particolare con Nikolaj Romanovich Simachev, Marina Timofeevna Semyonova e Galina Ulanova. Nikolaj si incontrò con Ulanova,  dopo la morte di sua madre, che divenne per lui una specie di angelo custode. Lavorava nel teatro, e allo stesso tempo studiava presso l'Istituto Coreografico di Stato di Mosca.

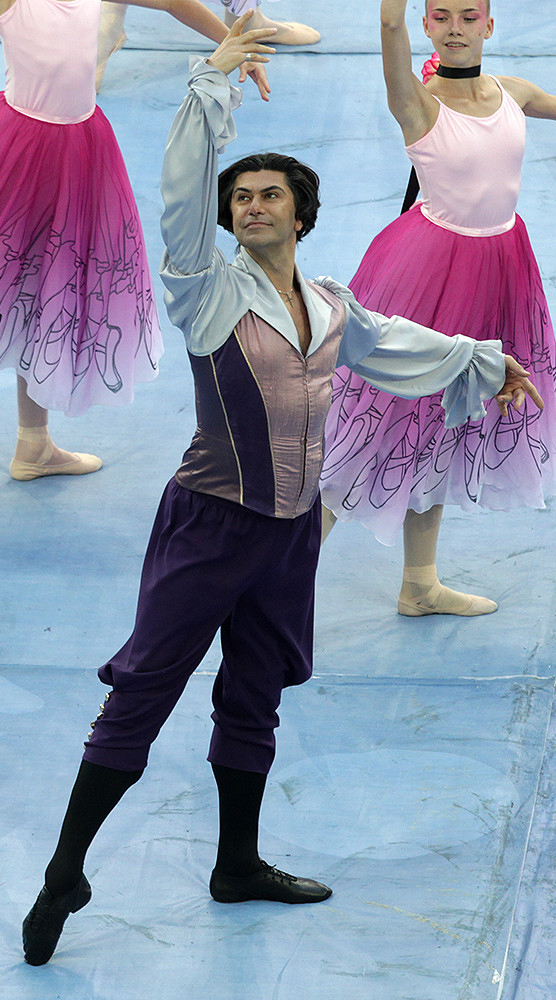

Il lavoro di Nikolaj Ciskaridze ricevette svariati riconoscimenti, tra cui una medaglia d'argento al Quarto Concorso Internazionale del Balletto di Osaka (Giappone) nel 1995. Nel 1997, all'ottava edizione del Concorso internazionale del balletto di Mosca, Ciskaridze ricevette non solo la medaglia d'oro e il primo premio, ma anche il premio personale "Per la preservazione delle tradizioni del patrimonio classico" di Peter Vanderslot. Gradualmente, Ciskaridze divenne famoso, iniziarono a scrivere e parlare di lui. Aveva fan che costantemente assistevano alle sue esibizioni. Altri premi esemplari che ha ricevuto nel corso della sua carriera sono la Maschera d'Oro nella categoria "Miglior attore", il quale l'ha ricevuto per ben tre volte - nel 1999, nel 2000 e nel 2003.
Un vero tandem amichevole e creativo si è sviluppato tra Ciskaridze e Rolan Petit: il classico del balletto moderno ha trovato in Nikolaj l'incarnazione di molti suoi schemi e personaggi. Insieme hanno creato ottime performance: "La dama di picche", dove Ciskaridze ha ballato superbamente nel ruolo di Herman, e "Notre Dame" nel ruolo di Quasimodo. La produzione de "Il Giovane e la morte", dove Ciskaridze ha brillato nel ruolo del Giovane, ha suscitato un grandissimo entusiasmo nel teatro nazionale di Tokyo.
Il direttore della compagnia di balletto del Teatro Nazionale dell'Opera di Parigi, Brigitte Lefevre, andò appositamente a Mosca per vedere l'esibizione di Ciskaridze.
Tra gli ultimi ruoli brillanti di Nicholaj Ciskaridze nel Teatro Bolshoi va menzionata la parte del Maestro nel balletto "Lezione" di George Deleriu. Questo balletto di mezz'ora da un atto è un avvenimento raro sul palcoscenico del Teatro Bolshoi. Il balletto racconta una storia di un insegnante che uccide un suo studente. Insolita è la natura dei movimenti, la componente drammatica della produzione prevale sulla danza con questa nuova sfida affrontata con successo...Ciskaridze rimase molto soddisfatto.
Ciskaridze ha sempre avuto un grande successo sia in opere classiche che in quelle moderne: questo, in larga misura, fu dovuto alla preparazione molto responsabile ed attenta del ballerino riguardo ad ogni ruolo da lui interpretato.
Nel novembre 2011 Ciskaridze criticò il restauro del Teatro Bolshoi durato sei anni accusando la gestione del teatro di incompetenza, in particolar modo per la qualità della ricostruzione della fase storica in cui, al posto del vecchio stucco, trovò una plastica a basso costo e cartapesta.
Il 9 novembre 2012 è stata inviata al presidente Putin una lettera da parte di personaggi influenti della cultura russa,con una richiesta di licenziamento del direttore generale del Teatro Bolshoi Anatoly Iksanov per poi nominare Ciskaridze come nuovo direttore del medesimo teatro.
Dal gennaio 2013, Nikolaj fu coinvolto in uno scandalo sul direttore artistico del balletto Sergei Filin del Teatro Bolshoi.
Su Channel One, nel marzo 2013, Nikolaj espresse preoccupazione per le prospettive del restauro del Teatro Bolshoi e per gli artisti, poiché non vi erano possibilità di crescita vista la scarsa competenza e professionalità di alcuni insegnanti, e per questo ricevette due rimproveri per violazione della disciplina del lavoro. Ad aprile la corte annullò uno dei due rimproveri imposti all'intervista di Ciskaridze al giornale Moskovsky Komsomolets.

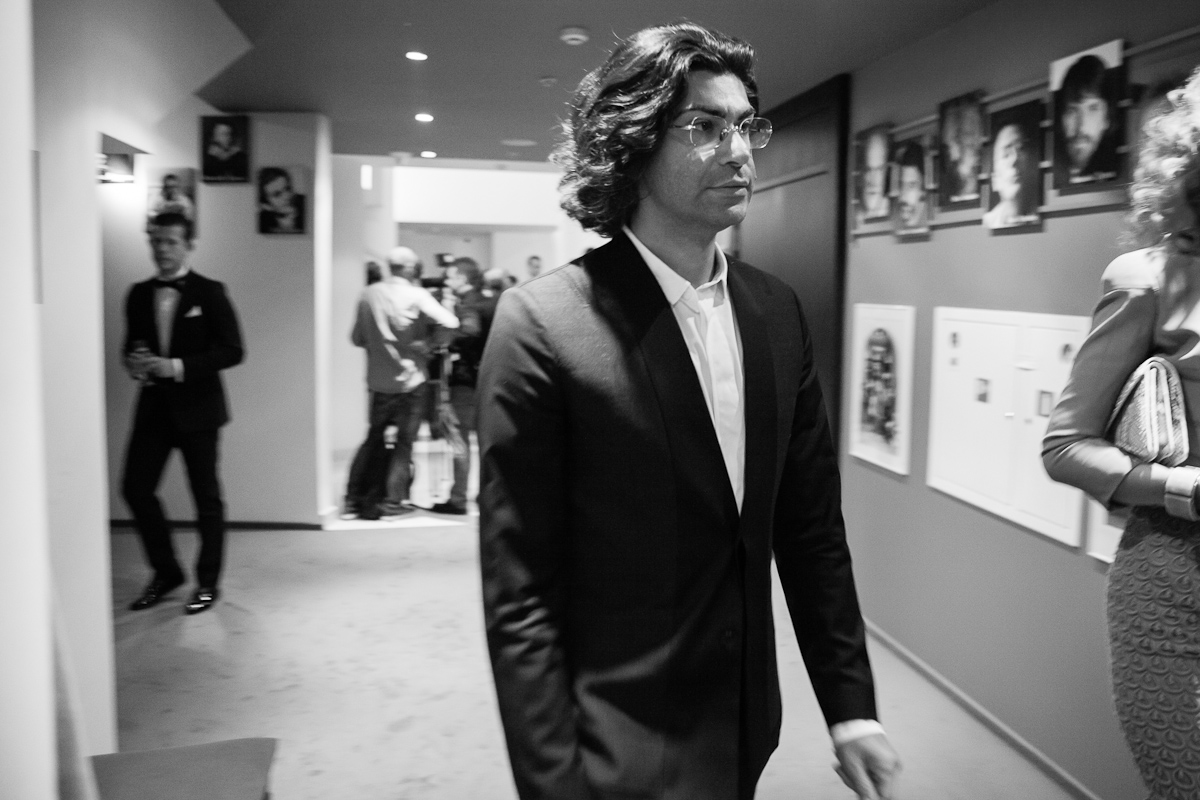

Il 1 luglio 2013 fu costretto a lasciare il Teatro Bolshoi a causa del mancato rinnovo del contratto di lavoro. Poco dopo l'inizio del nuovo anno accademico il 28 ottobre 2013, Ciskaridze si incontrò con il Ministro della Cultura Vladimir Medin, arrivato inaspettatamente a San Pietroburgo all’Accademia Vaganova.
In violazione delle regole Nikolaj fu presentato al corpo insegnante come rettore di recitazione, di cui il rettore precedente, Vera Dorofeeva, fu licenziata e inizio a lavorare al Teatro Michajlovskij. Come nuova direttrice del Teatro Mariinsky, Uliana Lopatkina, a differenza di Ciskaridze, non aveva ancora completato la sua carriera di danza. Il 4 novembre 2013 i rappresentanti del corpo docente dell'Accademia e il Balletto Kirov fecero appello al Ministero della Cultura della Federazione Russa, con una lettera in cui chiesero di riconsiderare la decisione di nominare Ciskaridze come carica di rettore e Lopatkina come carica di direttore artistico dell'Accademia, la quale non fece alcun commento su questo tema. Più tardi Ciskaridze disse che avrebbe esteso il contratto con Altynay Asylmuratova come direttore artistico dell'Accademia, ma ai primi di dicembre 2013 si dimise e si rifiutò di fornire ragioni per la sua decisione, quindi fu nominata Jeanna Aiupova come primo vice-rettore e direttore artistico del Teatro Michajlovskij.
Il 9 novembre 2014 Ciskaridze fu eletto rettore dell'Accademia. Fu così che divenne il primo direttore dell'Accademia di balletto russo non laureato dalla medesima scuola pur non conoscendo prestazioni, rendimenti e le tradizioni pedagogiche dell’accademia stessa. Lui restaurò gli spettacoli per gli studenti dell'Accademia trasmettendoli la sua esperienza e soprattutto realizzando grandi progetti per preservare il patrimonio nazionale del balletto russo.

## Gradi e premi

### Gradi
- 1997 - Artista onorato della Federazione Russa
- 2000 - Membro dell'Unione dei lavoratori teatrali della Russia
- 2001 e 2003 - Laureato del Premio di Stato della Russia
- 2001 - Artista popolare della Federazione Russa

### Premi
- 1992 - Studioso del Programma di beneficenza internazionale "Nuovi nomi"
- 1995 - Medaglia d'argento al VII Concorso Internazionale di Balletto di Osaka, in Giappone
- 1995 - Premio della rivista "Ballet" "The Soul of Dance" nella nomination "Rising Star"
- 1997 - Primo premio e medaglia d'oro all'VIII International Ballet Competition di Mosca e il premio personale di Peter van der Sloth "Per la preservazione delle tradizioni del balletto classico russo"
- 1997 - Diploma della Society of Ballet Lovers "Sylphies" - "Miglior ballerino 1997"
- 1997 - Premio Nazionale del Teatro "Maschera d'oro" per la nomination "Miglior ruolo maschile"
- 1999 - Premio "Benois de la dance" per la nomination "Miglior ballerino dell’anno"
- 2000 - Premio National Theater "Maschera d'oro" per la nomination come "Miglior attore"
- 2000 - Premio dell'Amministrazione comunale di Mosca nel campo della letteratura e dell'arte
- 2000 o 2002 - Premio "Danza & Danza" nella nomination "Miglior étoile", Italia
- 2001 - Il titolo di "Artista del popolo della Federazione Russa"
- 2001 - Laureato del Premio di Stato della Russia
- 2003 - Premio Nazionale del Teatro "Maschera d'oro" per la nomination "Miglior ruolo maschile" per la parte di Herman nel balletto "La regina di picche"
- 2003 - The Order of Honor (Georgia)
- 2003 - Il premio Triumph
- 2003 - Laureato del Premio di Stato della Russia
- 2006 - Cavalier dell'Ordine delle arti e della letteratura francese
- 2006 - Premio internazionale per la pace della Convenzione culturale degli Stati Uniti "Per risultati personali eccezionali a beneficio della comunità mondiale".

## Filmografia
- 1998 - Giselle (esibizione del Teatro Bolshoy) - Conte Albert
- 2003 - Cattedrale di Notre-Dame (spettacolo del Teatro Bolshoy) - Quasimodo
- 2006 – La regina della picche (esibizione del Teatro Bolshoy) - Hermann
- 2007 - Beneficio di Nicholaj Ciskaridze: Visione della Rose – Fantasma della Rose
- 1999 – Nikolaj Ciskaridze. Per essere una stella ... (documentario)
- 2012 - Eralash No. 265, "Il mondo in cui vivo" - cameo
- 2017 - La rivoluzione online